# بوب نيلسون
بوب نيلسون (بالإنجليزية: Bob Nelson)‏ هو لاعب كرة قدم أمريكية أمريكي، ولد في 3 مارس 1959 في بالتيمور في الولايات المتحدة.

## وصلات خارجية
- بوب نيلسون على موقع مرجع كرة القدم المحترفة.كوم (الإنجليزية)